# Shuttleworthia
Shuttleworthia è un genere di batterio appartenente alla famiglia delle Lachnospiraceae.